# Собор Пресвятой Девы Марии Благодати (Белен)
Собор Пресвятой Девы Марии Благодати (порт. Catedral Nossa Senhora das Graças) — католический храм в городе Белен, Бразилия. Находится в старой части города. Кафедральный собор архиепархии Белен-до-Пара. Национальный памятник (ID 234).

## История
Первый временный католический храм в Белене был построен внутри крепости Forte do Presépio и был освящён в честь Пресвятой Девы Марии Благодати. В 1719 году была учреждена епархия Пары и этот храм стал первым кафедральным собором в Белене. В 1748 году на месте первого храма началось строительство современного собора. Строительные работы продолжались с продолжительными перерывами. В 1753 году в Белен прибыл итальянский архитектор Джузеппе Антонио Ланди, который стал строить храм по своему проекту в смешанном стиле барокко-рококо. Джузеппе Ланди закончил фасад церкви и построил две башни. Строительство храма закончилось в 1872 году.
В 1882 году алтарная часть собора была значительно перестроена по инициативе епископа Антониу де Маседу Коста. На месте первоначального алтаря в стиле рококо, созданного Джузеппе Ланди, был установлен привезённый из Италии алтарь скульпторов Доменико де Анджелис и Джузеппе Капранези. (Domenico de Angelis, Giusepe Capranesi). В этом же году был установлен орган, ставший одним из самых крупнейших в Латинской Америке того времени.
В 1906 году епархия Пары была преобразована в архиепархию и храм стал кафедральным собором Белена.
В настоящее время от собора ежегодно с 1793 года во второе воскресенье октября начинается процессия в честь Пресвятой Девы Марии под названием «Círio de Nossa Senhora de Nazaré», в которой участвует несколько сот тысяч верующих. В некоторые годы в процессии участвовало около двух миллионов человек. Процессия заканчивается около Базилики Пресвятой Девы Марии Назаретской. В декабре 2013 года ЮНЕСКО объявило эту процессию «Нематериальным всемирным культурным наследием».